# Giric II
Giric II d'Écosse, mort en 1005, est co-roi d'Écosse de 997 à 1005 (?). 

## Un souverain hypothétique
Giric II serait le fils de Kenneth III d'Écosse.
Giric est évoqué dans la Prophétie de Berchán sous le nom de Donn (c'est-à -dire: le brun). Il est également mentionné dans la  liste latine de rois dite Nomina regum scotorum comme « Girgh mac Kinat mac Duff », et dans le « Chronicon Elegiatum » sous le nom de « Grim », avec un règne de 8 ans, d'une durée égale à celui de son père Kenneth III d'Écosse. Le chroniqueur médiéval Jean de Fordun le nomme « Gryme fils de Kenneth ».
Alfred P. Smyth avance également l'hypothèse qu'il soit un fils de Kenneth III. Il semble donc dans ce contexte qu'une corégence ait été établie entre le père et le fils qui périssent ensemble lors de la bataille de Monzievaird dans le Strathearn,. Selon les mêmes sources, il serait également inhumé à Iona. 
Dauvit Broun estime par contre que « Giric le supposé fils de Kenneth III » est « le produit de l'erreur d'un copiste ».